# Mendoravia dumaziana
Mendoravia dumaziana là một loài thực vật có hoa trong họ Đậu. Loài này được Capuron miêu tả khoa học đầu tiên.